# Candésartan
Le candésartan est un antihypertenseur qui appartient à la famille des antagonistes des récepteurs de l'angiotensine II.

## Chimie et pharmacologie
Le candésartan est commercialisé sous forme de candésartan cilexétil. Le candésartan cilexétil est complètement métabolisé par les estérases de la paroi intestinale lors de l'absorption du médicament.
L'utilisation d'une prodrogue du médicament augmente la biodisponibilité du candésartan. Malgré cela, la biodisponibilité absolue est relativement faible estimée à 15 % (pour les comprimés) à 40 % (pour la solution). Sa concentration inhibitrice médiane est de 15 mg/kg.
Le candésartan est synthétisé comme suit :

## Indications
- Traitement de l'hypertension artérielle essentielle.
- Traitement de l'insuffisance cardiaque avec dysfonction systolique ventriculaire gauche (fraction d'éjection ventriculaire gauche  {\displaystyle \leq } 40 %) en association avec des inhibiteurs de l'enzyme de conversion (IEC) ou en cas d'intolérance aux inhibiteurs de l'enzyme de conversion (IEC)[4].